# Slag bij Panormus
De Slag bij Panormus werd gevochten in 251 v.Chr. tussen een Romeinse consulair leger geleid door Lucius Caecilius Metellus en Carthago, geleid door Hasdrubal tijdens de Eerste Punische Oorlog. De resulterende Romeinse overwinning liet Panormus toe om onder Romeinse controle te blijven voor de rest van de oorlog.

## Achtergrond
Aan het eind van 252 v.Chr. of vroeg in 251 v.Chr., had Carthago een Libische opstand in Africa neergedrukt en stuurde een leger geleid door Hasdrubal, de zoon van Hanno naar Sicilië. Hasdrubal was aanwezig bij de Slag bij Tunis, samen met de Griekse huurlingengeneraal  Xanthippus, en hij had veel geleerd van deze ervaring. Volgens Polybius kon Hasdrubal West-Sicilië onveilig maken zonder pogingen van de Romeinen om hem te stoppen. Maar Hasdrubal besloot om een Romeins consulair leger onder leiding van consul Lucius Caecilius Metellus aan te vallen. Hasdrubal marcheerde met zijn mannen en krijgsolifanten door de Orethusvallei naar Panormus. Deze operatie leek logisch omdat het andere consulaire leger was net vertrokken naar Rome.

## De slag
Nadat hij ervoor had gezorgd dat de Romeinen zich terugtrokken achter de muren van Panormus, liet Hasdrubal zijn leger marcheren naar de stad. Metellus beval zijn lichte troepen om de Carthagers te overvallen en hun javelijnen naar de olifanten te gooien, omdat hij dacht dat de weerstand zwak zou zijn. Zo zouden de lichte troepen al meteen de belegeringswerken kunnen innemen. De olifanten werden verjaagd en liepen gek van woede naar hun eigen soldaten en vertrapten velen ervan. Op dit moment was Metellus buiten de stad voor de Carthaagse linkerflank. Metellus gaf het bevel om aan te vallen toen hij de vlucht van de olifanten zag. Dit manoeuvre brak de Carthaagse linie en liet hen vluchten, maar de Romeinen achtervolgden hen niet maar namen de olifanten gevangen, die werden afgeslacht in het circus in Rome.

## Nasleep
Na dit verlies werd Hasdrubal teruggeroepen naar Carthago om geëxecuteerd te worden. Met uitzondering van Hamilcar Barkas' guerrilla, betekende dit verlies het einde van de Carthaagse campagnes op Sicilië.